# More Than Meets the Eye (Europe)
More Than Meets the Eye è una canzone del gruppo musicale svedese Europe, estratta come quarto singolo dall'album Out of This World nell'ottobre 1989. Venne distribuito solo in Francia, Spagna e Giappone.
La canzone è stata scritta dal cantante Joey Tempest, dal chitarrista Kee Marcello e dal tastierista Mic Michaeli.

## Tracce
1. More Than Meets the Eye – 3:22 (Joey Tempest, Kee Marcello, Mic Michaeli)
2. Let the Good Times Rock – 4:04 (Tempest)

### Lato B
Il lato B del singolo è Let the Good Times Rock, brano anch'esso incluso e precedentemente estratto come singolo dall'album Out of This World.

## Formazione
- Joey Tempest – voce
- Kee Marcello – chitarra
- John Levén – basso
- Mic Michaeli – tastiera
- Ian Haugland – batteria